# Ajië
L’ajië (également connu comme houailou, wailu, wai, anjie ou a'jie) est une langue océanienne parlée à Houaïlou, Kouaoua et Poya, au centre de la Nouvelle-Calédonie. Avec 5 019 locuteurs en 2014, il s’agit de la cinquième langue kanak la plus parlée.

## Études linguistiques et enseignement
L’ajië est reconnu au XIXe siècle par les missionnaires protestants comme l’une des quatre « langues d’évangélisation » en Nouvelle-Calédonie, dans lesquelles la Bible doit être traduite, avec le drehu de Lifou, le nengone de Maré et l’iaai d’Ouvéa. C'est sur cette base que la première étude linguiste réelle est menée sur les parlers océaniens en Nouvelle-Calédonie est faite selon une réelle approche ethnologique et linguistique. Elle est réalisée par le pasteur Maurice Leenhardt, missionnaire protestant à Houaïlou, tout particulièrement en ce qui concerne l’ajië : il réalise ainsi une traduction du Nouveau Testament dans cette langue en 1922 sous le titre de Peci arii vikibo ka dovo i Jesu Keriso e pugewe ro merea xe Ajié, et complète cette œuvre par l’établissement du premier système de transcription écrite des langues kanak, traditionnellement orales. Il expose sa méthode dans un article intitulé « Notes sur la traduction du Nouveau Testament en langue primitive, sur la traduction en houaïlou », paru dans la deuxième année de la Revue d’histoire et de philosophie religieuse à Strasbourg en mai-juin 1922.
En 1944, Maurice Leenhardt crée la chaire de « houaïlou » à l’École des langues orientales (devenu en 1977 la chaire des « Langues océaniennes », car regroupant d'autres langues du Pacifique), qui revient après sa retraite en 1953 à son fils Raymond puis à Jacqueline de La Fontinelle. Cette dernière reprend et renouvelle le travail de Maurice Leenhardt sur l’ajië, avec pour ouvrage phare La Langue de Houaïlou publié en 1976 dans lequel elle établit une nouvelle écriture tenant compte des distinctions phonologiques. Depuis la retraite de Jacqueline de La Fontinelle, l’ajië n’est plus enseigné au sein de la section Langues océaniennes de l’INALCO.
L’ajië fait également partie des quatre langues kanak dites « d’enseignement » car introduites en tant qu’épreuve facultative au baccalauréat à partir de 1992, avec le drehu, le nengone et le paicî. Il est enseigné dans le second degré à Houaïlou (au collège public de Wani, dans les collèges privés protestants Do Neva, de Baganda, de Nédivin et de Tieta), à Nouméa (au lycée privé protestant Do kamo) ainsi qu’à l’université de la Nouvelle-Calédonie.